# Aïda (filme)
Aïda é um filme de drama marroquino de 2015 dirigido e escrito por Driss Mrini. Foi selecionado como representante de Marrocos à edição do Oscar 2016, organizada pela Academia de Artes e Ciências Cinematográficas.

## Elenco
- Belmjahed Abdelhak
- Latefa Ahrrare
- Aomar Azzouzi